# Håvard Nielsen
Håvard Nielsen (Oslo, 15 juli 1993) is een Noors voetballer die bij voorkeur als vleugelaanvaller speelt. Hij verruilde in juli 2017 SC Freiburg voor Fortuna Düsseldorf.

## Clubcarrière
Nielsen komt uit de jeugdacademie van Vålerenga. Op 5 oktober 2009 debuteerde hij voor Vålerenga tegen Viking FK. Hij is de jongste debutant in de geschiedenis van de club. Op 11 juli 2012 scoorde hij een hattrick tegen Odd Grenland.  Op 26 juli 2012 tekende hij een vierjarig contract met een optie voor nog een jaar bij Red Bull Salzburg. Red Bull Salzburg legde 2,8 miljoen euro op tafel voor Nielsen. In januari 2014 werd Nielsen op huurbasis uitgeleend aan Eintracht Braunschweig. Hij maakte zijn debuut in de Bundesliga op 26 januari 2014 tegen Werder Bremen.
In juni 2015 kwam een einde aan de huurovereenkomst en keerde hij terug naar Salzburg. Tijdens de winter van 2015 werd hij overgenomen door SC Freiburg. Na anderhalf jaar tekende hij in juli 2017 een tweejarig contract bij Fortuna Düsseldorf, toen uitkomend in de 2. Bundesliga.

## Interlandcarrière
Nielsen kwam uit voor diverse Noorse jeugdelftallen. Op 14 november 2012 debuteerde hij voor Noorwegen in de oefeninterland tegen Hongarije. Hij startte in de basiself en werd na een uur spelen naar de kant gehaald voor verdediger Jonathan Parr. Eerder in de wedstrijd opende Nielsen de score na 38 minuten op aangeven van Daniel Braaten. Tien minuten tijd voor scoorde Mohammed Abdellaoue de 0-2 op aangeven van Valon Berisha. 0-2 werd ook de eindstand van het oefenduel.
Nielsen nam in 2013 met Jong Noorwegen deel aan de EK-eindronde U21 in Israël. Daar verloor de ploeg onder leiding van bondscoach Tor Ole Skullerud in de halve finale met 3-0 van de latere toernooiwinnaar Spanje.

## Erelijst
SC Freiburg
- 2. Bundesliga

2016
 Fortuna Düsseldorf
- 2. Bundesliga

2018
1 Kwasigroch ·
3 Hoffmann ·
5 Heyer ·
6 Haag ·
7 Pejčinović ·
8 Jóhannesson ·
9 Vermeij ·
10 van Brederode ·
11 Kwarteng ·
12 Lunddal ·
15 Oberdorf ·
18  Niemiec ·
19 Iyoha ·
20  Siebert ·
21 Rossmann ·
22 Schmidt ·!
23 Appelkamp ·
24 Kownacki ·
25 Zimmermann ·
26 Schock ·
27 Jastrzembski ·
31 Sobottka ·
33 Kastenmeier ·
34 Gavory ·
35 Bunk ·
37 Savić ·
45 Affo ·
Coach: Thioune